# Herman Cyril McNeile
Pour les articles homonymes, voir MacNeille.
Œuvres principales
- Série Bulldog Drummond

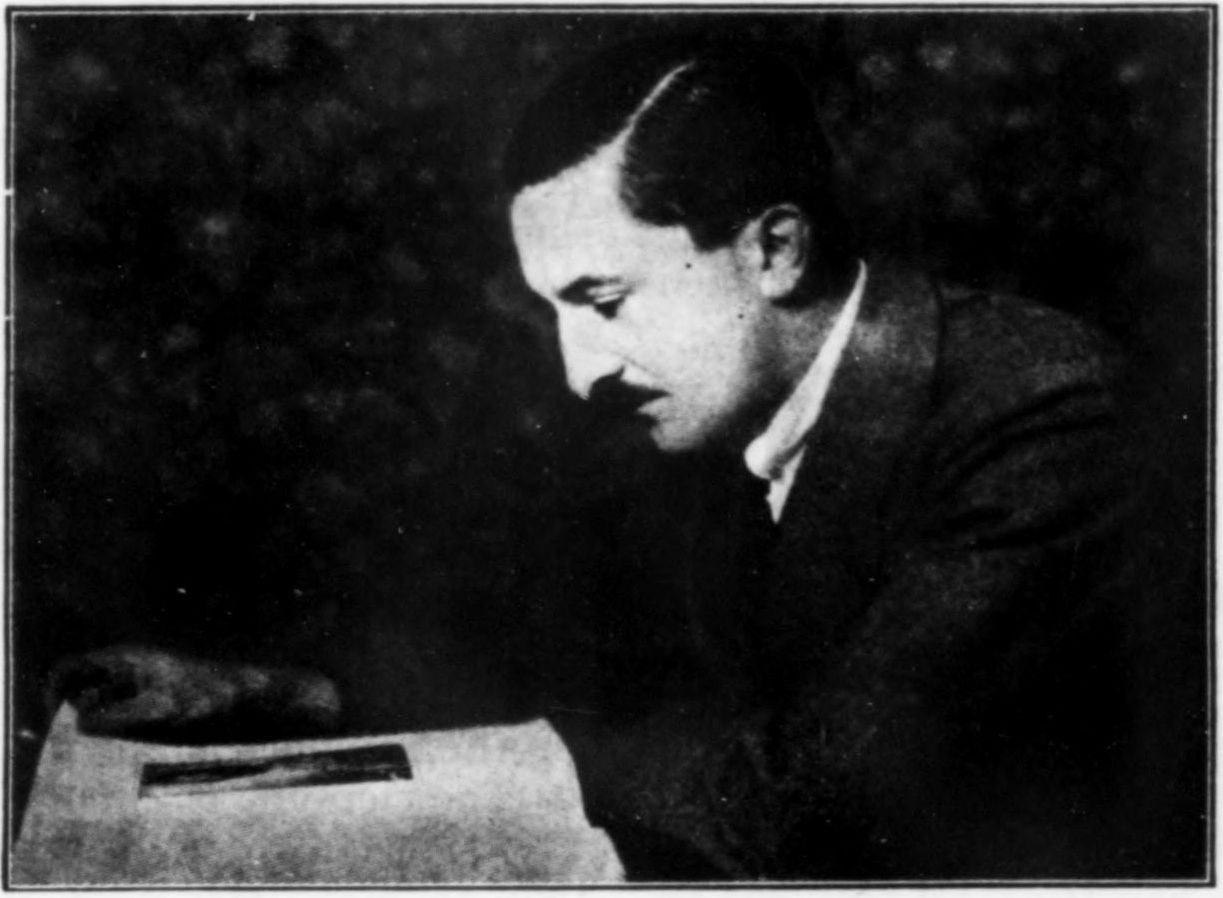
Herman Cyril McNeile

Herman Cyril McNeile, né le 28 septembre 1888 à Bodmin, en Cornouailles, et décédé le 14 août 1937 à West Chiltington, dans le comté du Sussex de l'Ouest, est un écrivain britannique. Auteur à succès durant l'entre-deux-guerres, il publie sous le pseudonyme de Sapper les aventures du détective Bulldog Drummond, personnage dont il est le créateur.

## Biographie
Fils d'un officier de la Royal Navy, il étudie au Cheltenham College, puis entre à l'Académie royale militaire de Woolwich avant de servir comme génie militaire dans le Corps du Royal Engineers de 1907 à 1919. Il obtient le grade de lieutenant en juin 1910, puis est promu capitaine en 1914. Pendant la Première Guerre mondiale, en 1916, il est décoré de la Croix militaire après avoir combattu aux première et seconde batailles d'Ypres et à la bataille de la Somme. Il termine la guerre avec le grade de lieutenant-colonel.
Après la guerre, dont il est revenu affaibli (il a été gazé), il se consacre à l'écriture. Après la publication du roman Mufti (1919), il fait paraître Le Capitaine Drummond (Bulldog Drummond, 1920), premier volume des aventures et enquêtes de Bulldog Drummond, héros emblématique de la littérature populaire britannique de l'entre-deux-guerres. Dans certains romans de Drummond apparaît le détective Ronald Standish, personnage sympathique et débonnaire, qui a droit à quelques œuvres dont il est le seul héros.
De plus, dès 1922, Herman Cyril McNeile crée Jim Maitland, un gentleman aventurier et voyageur intrépide qui est le héros de deux romans et d'une poignée de nouvelles.
Il meurt d'un cancer de la gorge en 1937. Après la mort de Herman Cyril McNeile, son ami Gerard Fairlie, toujours sous le pseudonyme de Sapper, poursuit l'écriture d'histoires basées sur le personnage de Bulldog Drummond.

## Œuvre

### Romans

#### SérieBulldog Drummondsignée Sapper
- Bulldog Drummond (1920) Publié en français sous le titre Le Capitaine Drummond, Paris, La Renaissance du Livre, coll. « Le Disque rouge », 1933
- The Black Gang (1922) Publié en français sous le titre La Bande noire, Paris, Gallimard, coll. « Le Scarabée d'or » no 14, 1938
- The Third Round (1924) Publié en français sous le titre Le Troisième Round, Paris, Gallimard, coll. « Détective » no 58, 1936
- The Final Count (1926) Publié en français sous le titre La Dernière Carte, Paris, Gallimard, 1941
- The Female of the Species (1928)
- Temple Tower (1929) Publié en français sous le titre La Tour du temple, Paris, Gallimard, coll. « Le Scarabée d'or » no 8, 1937
- The Return of Bulldog Drummond (1932)
- Knock-Out (1933) Publié en français sous le titre Knock-Out, Paris, Gallimard, 1941
- Bulldog Drummond at Bay (1935)
- The Challenge (1937) Publié en français sous le titre Le Fantôme de l'île de Verda, Paris, Librairie Des Champs Élysées, coll. « Le Masque - Émeraude » no 9, 1938

#### SérieJim Maitland
- Jim Maitland (1923)
- The Island of Terror (1931)

#### SérieRonald Standish
- Tiny Carteret (1930)

#### Autres romans
- Mufti (1919)
- The Female of Species (1928)

### Recueils de nouvelles

#### SérieRonald Standish
- Ronald Standish (1933)
- Ask For Ronald Standish (1936)

#### Autres recueils de nouvelles
- The Lieutenant and Others Stories (1915)
- Sergeant Michael Cassidy, R.E. (1915)
- Men, Women, and Guns (1916)
- No Man's Land (1917)
- The Human Touch (1918)
- The Man in Ratcatcher, and Other Stories (1921)
- The Dinner Club (1923)
- Out of the Blue (1925)
- Jim Brent (1926)
- Word of Honour (1926)
- Shorty Bill (1927)
- The Saving Clause (1927)
- When Carruthers Laughed (1927)
- John Walters (1927)
- Sapper's War Stories (1930)
- The Finger of Fate (1930)
- 51 Stories (1934)

### Nouvelles

#### SérieBulldog Drummond
- The Mystery Tour (1937)
- Lonely Inn (1937), aussi titré Bulldog Drummong at Lonely Inn Publié en français sous le titre Pas de chambre libre à la Solitude, Paris, Fayard, Le Saint détective magazine no 20, octobre 1956
- The Oriental Mind (1937)
- Wheels Within Wheels (1937)
- Thirteen Lead Soldiers (1937)
- Bulldog Drummond Steps In (1956), publication posthume Publié en français sous le titre Bulldog Drummond intervient, Paris, Fayard, Le Saint détective magazine no 23, janvier 1957

#### SérieClub of Six Men
- The Patch on the Quilt (1921)
- Sentence of Death (1921)
- The Pipes of Death (1921)
- The Downfall of Young Thompson (1921)

#### SérieJim Maitland
- A Game of Bluff (1922)
- Colette Cries Help! (1922)
- The Fight at Bull Mine Creek (1922)
- The Chronicles of Jim Maitland (1922)
- Pete Cornish’s Revenge (1923)
- The Seven Missionaires (1923)
- Raymond Blair—Drunkard (1923)
- The Killing of Baron Stockmar (1923)
- The Pool of the Sacred Crocodile (1923)
- An Experiment in Electricity (1923)
- Molly’s Aunt at Angmering (1923)
- Jim Maitland’s Adventure at Corn Reef Light (1923)
- Lady Hounslow’s Charity (1923)

#### Autres nouvelles
- Spud Trevor of the Red Hussars (1916)
- The Sniper (1917)
- Gallery Number 31 (1917)
- The Real Test (1919)
- The Idol's Eye (1919)
- The House By the Headland (1920)
- A Glass of Whissky (1921)
- Out of Blue (1924)
- The Portehouse Steak (1924)
- The Missing Line (1924)
- The Ducking of Herbert Polton (1924)
- Stubby (1924)
- A Question of Identity (1925)
- The Nameless Terror (1925)
- Marie (1925)
- Three of a Kind (1925)
- Jimmy Lethbridge's Temptation (1928)
- The Black Monk (1928)
- The Hidden Witness (1928)
- The Death Scratch (1930)
- The Third Message (1931)
- The Broken Record (1932)
- The Stoke of Fear (1932)
- Men Kill for Love (1932)
- The Silent Jury (1935)

### Théâtre
- Bulldog Drummond (1925), en collaboration avec Gerald du Maurier
- The Way Out (1930)
- Bulldog Drummond Hits Out (1937), pièce de théâtre inachevée

### Filmographie

#### En tant que scénariste
- 1929 : Bull Drummond, film britannique réalisé par F. Richard Jones, scénario de Sapper en collaboration
- 1935 : Bulldog Jack, film britannique réalisé par Walter Forde, scénario de Sapper en collaboration

## Source
- Claude Mesplède, Dictionnaire des littératures policières, vol. 2 : J - Z, Nantes, Joseph K, coll. « Temps noir », 2007, 1086 p. (ISBN 978-2-910-68645-1, OCLC 315873361), p. 717-718 (Notice sur Sapper).